# Myŏngji-san
Myŏngji-san (koreanska: 명지산) är ett berg i Sydkorea.   Det ligger i provinsen Gyeonggi, i den norra delen av landet, 60 km nordost om huvudstaden Seoul. Toppen på Myŏngji-san är 1 252 meter över havet, eller 739 meter över den omgivande terrängen. Bredden vid basen är 17,2 km.
Terrängen runt Myŏngji-san är huvudsakligen kuperad, men åt nordost är den bergig. Runt Myŏngji-san är det ganska tätbefolkat, med 67 invånare per kvadratkilometer. Närmaste större samhälle är Gapyeong, 14,1 km sydost om Myŏngji-san. I omgivningarna runt Myŏngji-san växer i huvudsak blandskog.